# تریس (شاه‌تخته)
تُرَیس یا یوتا شاه‌تخته یک ستاره است که در صورت فلکی شاه‌تخته قرار دارد. تریس نامی عربی به معنی «سپر کوچک» است.
شبیه‌سازی‌ها نشان می‌دهد که این ستار در سال ۸۰۰۰ پس از میلاد، ستاره‌ی قطبی جنوبی خواهد بود.